# 바비와 삼총사
바비와 삼총사(Barbie and the Three Musketeers)는 미국에서 제작된 윌리엄 로 감독의 2009년 애니메이션, 가족 영화이다. 켈리 쉐리던 등이 주연으로 출연하였고 쉘리 타붓 등이 제작에 참여하였다.

## 출연

### 주연
- 켈리 쉐리던
- 팀 커리
- 키라 토저
- 윌로우 존슨

### 조연
- 도라 벨
- 니콜 올리버
- 머릴린 갠
- 캐슬린 바
- 마크 힐드레스
- 마이클 돕슨
- 버나드 커플링
- 브래드 스웨일
- 아멜리아 헨더슨

## 제작진
- 제작총괄: 롭 허드넛

## 같이 보기
- 바비 (애니메이션 영화 시리즈)